# Mala Pristava, Pivka
Mala Pristava je naselje v Občini Pivka.